# Garaža za umetniško fotografijo
Garaža za umetniško fotografijo (kratica gUF) je galerijski projekt v Pekarni, v Mariboru.